# 柏林路面電車
柏林有轨电车（德語：Straßenbahn Berlin）是德國首都柏林的有軌電車交通系統。柏林有轨电车是世界歷史最久的有軌電車系統之一，於1865年開始通車。現存的柏林有轨电车均位於東柏林地區內，西柏林地區內的柏林有軌電車均已被巴士替代。

## 外部連結
- BVG official website （页面存档备份，存于）
- Tram network's page on BVG website （页面存档备份，存于）
- Berlin tramway network map （页面存档备份，存于）
- chronik-berlin.de （页面存档备份，存于）
- berlin-straba.de （页面存档备份，存于）
- diegeschichteberlins.de （页面存档备份，存于）
- berliner-verkehr.de （页面存档备份，存于）
- tram in Berlin （页面存档备份，存于）
- Straßenbahnreisen/Sporvognsrejser: Berlin （页面存档备份，存于）